# 홍현우
홍현우(洪炫佑, 1972년 9월 28일 ~ )은 전 KBO 리그 KIA 타이거즈의 내야수이다.
1990년 광주동성고등학교를 졸업하고 해태 타이거즈에 입단하였다.
LG 트윈스를 거쳐 2005년 시즌을 끝으로 KIA 타이거즈에서 은퇴하였다. 2000년 LG 트윈스 입단 때 4년간 20억원을 받으며 FA 신화를 만들었으나, 이후 부상과 부진이 겹쳐서 별다른 활약을 하지 못한 채 2004년 시즌이 끝나고 계약이 만료되어 이용규와 함께 친정팀으로 2:2 트레이드되었다. 트레이드 상대는 이원식, 소소경이었다. 홍현우는 1999년 벌크업을 시도했고 타격폼을 바꾸다 무릎부상으로 이른 나이에 은퇴를 선언했다.

## 해태 타이거즈시절
해태 타이거즈가 4회 우승(91.93.96.97)하는 동안 없어서는 안될 존재였던, 그는 1990년 4월 16일부터 6월 18일까지 역대 최연소 1000안타 기록을 세웠다. 또한 그해 데이비스와 이병규와 함께 타율 3할에 30홈런 30도루를 달성해 최고의 호타준족으로 인정받았다.또한 해태의 해결사 한대화를 대신한 3루수로 공격, 수비, 주루에 모두 뛰어난 흠잡을 곳 없는 플레이어였으며, 타이거즈의 4번의 우승에 큰 공헌을 하였다. 그가 없었다면 이종범이 100대의 득점은 하지 못했을 것이다.

## LG 트윈스시절
LG 트윈스 FA 잔혹사의 시작이었고 그에게 서울 입성은 잘못된 선택이었다. 90년대와 화려한 명성과 달리 부상으로 부진의 터널에서 벗어나지를 못했다. LG 트윈스 FA 계약 기간(4년간 최대 22억 원- 신문사마다 다름 : 18억 원이라는 기사도 있음) 동안 LG에서 4년 동안 거둔 성적은 타율 2할4리 14홈런 63타점이었다. 이 기간 동안 홍현우가 친 안타 수는 197개인데 이를 돈으로 환산했을 경우 LG는 홍현우의 안타 1개에 약 1,117만 원, 홈런 1개에 1억5,714만 원을 투자한 셈이다.
이건 LG가 잘못 선택한 투자라고 할 수 있고 이 계기로 인해 홍현우가 시작이 되어 진필중까지 잘못 영입한 LG는 FA 먹튀 선수들만 영입했다는 비판을 받게 된다.

## KIA 타이거즈시절
계약이 끝나고 2004년 11월 2일 이용규와 함께 친정팀에 2:2 트레이드로 돌아왔다. 2005년에 단 25경기에만 출전한 후 결국 친정팀에서도 방출되어 현역에서 은퇴했다. 그러나 이 트레이드는 처음에 홍현우의 친정 팀 복귀에 주목되었지만, 뚜껑을 열어 본 결과 그와 함께 이적한 이용규가 KIA 타이거즈에게 대박을 터뜨렸다. 트레이드 때 홍현우와 같이 온 이용규는 KIA 타이거즈의 테이블 세터로 활약하며 이적 첫 해 31도루를 기록했고 2008 베이징 올림픽 금메달, 2009 WBC 준우승, 2009 KIA 타이거즈 V10에 공헌했다. 이용규·홍현우와 이원식·소소경의 2:2 트레이드는 2009년 4월 19일 김상현의 트레이드와 더불어서 LG 트윈스 팬들에게 아픔을 남긴 트레이드이기도 했다.

## 선수 은퇴 이후
은퇴 이후 개인사업을 하다가, 윤여국 감독의 부름을 받고 모교인 광주동성고등학교 타격 인스트럭터로 활동하게 되었다. 윤여국 감독의 건강상 이유로, 신동수 KIA 타이거즈 2군 투수코치가 감독에 오르기 전까지 모교의 감독 대행을 보기도 했다. 그리고 동강대학교 코치를 거쳐서 그 이후 감독으로 승격된다.

## 통산 기록
| 연 도           | 소 속           | 나 이           | 출 장 | 타 석 | 타 수 | 득 점 | 안 타 | 2 루 타 | 3 루 타 | 홈 런 | 타 점 | 도 루 | 도 실 | 볼 넷 | 삼 진 | 타 율 | 출 루 율 | 장 타 율 | O P S | 루 타 | 병 살 타 | 몸 맞 | 희 타 | 희 플 | 고 4 |
| --------------- | --------------- | --------------- | ----- | ----- | ----- | ----- | ----- | ------- | ------- | ----- | ----- | ----- | ----- | ----- | ----- | ----- | -------- | -------- | ----- | ----- | -------- | ----- | ----- | ----- | ---- |
| 1990            | 해태            | 19              | 51    | 86    | 77    | 4     | 13    | 3       | 0       | 1     | 5     | 0     | 1     | 8     | 10    | .169  | .244     | .247     | .491  | 19    | 1        | 0     | 0     | 1     | 0    |
| 1991            | 해태            | 20              | 91    | 261   | 226   | 36    | 66    | 17      | 2       | 8     | 29    | 3     | 1     | 25    | 29    | .292  | .367     | .491     | .858  | 111   | 4        | 3     | 5     | 2     | 1    |
| 1992            | 해태            | 21              | 126   | 520   | 420   | 87    | 140   | 25      | 3       | 17    | 97    | 6     | 7     | 82    | 82    | .333  | .447     | .529     | .976  | 222   | 8        | 7     | 8     | 3     | 0    |
| 1993            | 해태            | 22              | 123   | 527   | 446   | 56    | 117   | 21      | 1       | 13    | 61    | 10    | 4     | 64    | 70    | .262  | .355     | .401     | .756  | 179   | 12       | 4     | 6     | 7     | 1    |
| 1994            | 해태            | 23              | 126   | 524   | 463   | 70    | 126   | 20      | 2       | 16    | 72    | 14    | 7     | 50    | 63    | .272  | .347     | .428     | .775  | 198   | 6        | 4     | 5     | 2     | 1    |
| 1995            | 해태            | 24              | 125   | 531   | 465   | 63    | 142   | 24      | 1       | 16    | 65    | 34    | 5     | 58    | 65    | .305  | .385     | .465     | .849  | 216   | 1        | 4     | 1     | 3     | 7    |
| 1996            | 해태            | 25              | 126   | 549   | 443   | 83    | 147   | 30      | 4       | 17    | 67    | 18    | 9     | 97    | 64    | .332  | .453     | .533     | .985  | 236   | 8        | 4     | 1     | 4     | 10   |
| 1997            | 해태            | 26              | 126   | 534   | 436   | 73    | 118   | 29      | 0       | 22    | 79    | 20    | 9     | 86    | 80    | .271  | .395     | .489     | .884  | 213   | 19       | 7     | 0     | 5     | 11   |
| 1998            | 해태            | 27              | 126   | 533   | 442   | 80    | 119   | 24      | 1       | 15    | 62    | 13    | 9     | 79    | 74    | .269  | .381     | .430     | .811  | 190   | 9        | 3     | 5     | 4     | 8    |
| 1999            | 해태            | 28              | 129   | 561   | 487   | 99    | 146   | 26      | 0       | 34    | 111   | 31    | 6     | 64    | 104   | .300  | .382     | .563     | .944  | 274   | 10       | 3     | 3     | 4     | 1    |
| 2000            | 해태            | 29              | 88    | 361   | 291   | 42    | 68    | 16      | 2       | 14    | 50    | 12    | 7     | 62    | 63    | .234  | .374     | .447     | .821  | 130   | 11       | 5     | 0     | 3     | 5    |
| 2001            | LG              | 30              | 60    | 213   | 182   | 18    | 36    | 9       | 0       | 2     | 16    | 1     | 1     | 27    | 35    | .198  | .310     | .280     | .590  | 51    | 4        | 3     | 0     | 1     | 2    |
| 2002            | LG              | 31              | 25    | 76    | 68    | 3     | 8     | 3       | 0       | 1     | 8     | 0     | 1     | 3     | 16    | .118  | .173     | .206     | .379  | 14    | 1        | 2     | 1     | 2     | 0    |
| 2003            | LG              | 32              | 97    | 333   | 286   | 34    | 68    | 12      | 3       | 9     | 27    | 1     | 1     | 37    | 61    | .238  | .332     | .395     | .727  | 113   | 9        | 4     | 5     | 1     | 0    |
| 2004            | LG              | 33              | 39    | 107   | 95    | 11    | 17    | 5       | 0       | 2     | 12    | 0     | 0     | 7     | 31    | .179  | .229     | .295     | .523  | 28    | 0        | 0     | 2     | 3     | 0    |
| 2005            | KIA             | 34              | 25    | 64    | 59    | 6     | 13    | 3       | 0       | 1     | 1     | 0     | 0     | 3     | 16    | .220  | .258     | .322     | .580  | 19    | 0        | 0     | 2     | 0     | 0    |
| KBO 통산 : 16년 | KBO 통산 : 16년 | KBO 통산 : 16년 | 1483  | 5780  | 4886  | 765   | 1344  | 267     | 19      | 188   | 762   | 163   | 68    | 752   | 863   | .275  | .375     | .453     | .828  | 2213  | 103      | 53    | 44    | 45    | 47   |

- 시즌 기록 중 굵은 글씨는 해당 시즌 최고 기록

## 주요 기록
- 진한 바탕은 한국 프로 야구 최초 기록임

| 기록            | 날짜        | 소속 | 구장 | 상대팀 | 상대 투수 | 경기수 | 타석수 | 달성 당시 나이  | 기타            | 각주 |
| --------------- | ----------- | ---- | ---- | ------ | --------- | ------ | ------ | --------------- | --------------- | ---- |
| 최연소 1000안타 | 1999. 4. 16 | 해태 | 광주 | 쌍방울 |           | 1030   | 4106   | 26세 6개월 18일 | 역대 15번째     |      |
| 600타점         | 1999. 6. 25 | 해태 | 광주 | 쌍방울 |           |        |        |                 | 역대 10번째     |      |
| 150홈런 150도루 | 2000. 5. 30 | LG   |      |        |           | 1170   |        | 27세8개월2일    | 162홈런-150도루 |      |
| 2000루타        | 2001. 4.20  | LG   | 잠실 | 해태   |           | 1251   |        | 28세 6개월 22일 | 역대 6번째      |      |

## 수상 경력
- 1995년 골든글러브 3루수 부문
- 1996년 골든글러브 3루수 부문
- 1997년 골든글러브 3루수 부문

## 출신학교
- 광주서석초등학교 (1984년 졸업)
- 광주동성중학교 (1987년 졸업)
- 광주상업고등학교 (1990년 졸업)

## 참조
1. ↑  프로야구 FA '빛과 그림자의 상징' 홍현우[깨진 링크(과거 내용 찾기)] 《스포츠춘추》, 박동희 기자, 2009년 1월 29일 작성
2. ↑  최근 10년간 대박 트레이드 톱 5[깨진 링크(과거 내용 찾기)] - 이데일리
3. ↑  해태 타이거즈 ‘레전드 올스타’ 열광 보관됨 2014-01-11 - 웨이백 머신 - 세계일보